# Sybra emarginata
Sybra emarginata är en skalbaggsart som beskrevs av J. Linsley Gressitt 1956. Sybra emarginata ingår i släktet Sybra och familjen långhorningar. Inga underarter finns listade i Catalogue of Life.